# ファリンドラ
ファリンドラ（イタリア語: Farindola）は、イタリア共和国アブルッツォ州ペスカーラ県にある、人口約1,500人の基礎自治体（コムーネ）。
グラン・サッソの東麓であり、ロッカ・カラッショの近くに位置する。

## 地理

### 位置・広がり
ペスカーラ県北西部のコムーネ。テーラモから南南東へ26km、県都ペスカーラから西へ32km、州都ラクイラから東北東へ36kmの距離にある。

#### 隣接コムーネ
隣接するコムーネは以下の通り。括弧内のTEはテーラモ県、AQはラクイラ県所属を示す。

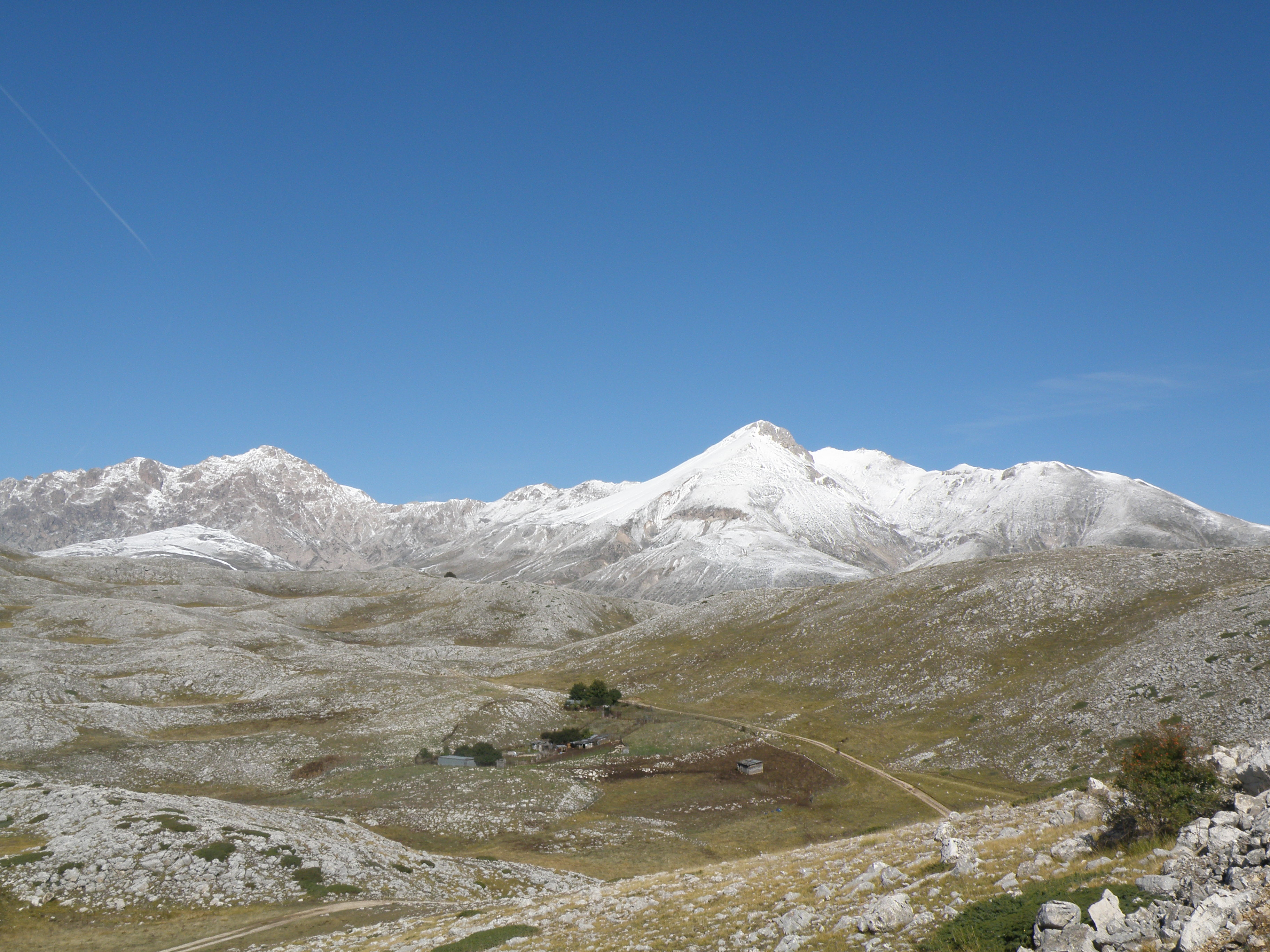
グラン・サッソ

- アルシータ (TE)
- カステル・デル・モンテ (AQ)
- モンテベッロ・ディ・ベルトーナ
- オフェーナ (AQ)
- ペンネ
- ヴィッラ・チェリエーラ

- グラン・サッソ

### 地勢・地形
グラン・サッソ山塊の中で東部に位置するカミーチャ山群 (it:Monte Camicia) の東麓に位置する。
当地に源を発するターヴォ川は、ファリンドラ集落の傍らを東へと流れ、下流でサリーネ川となりアドリア海に至る。

## 歴史
この地域はすでに新石器時代から人類が住んでいた。 
11世紀にノルマン人により作られた中世の村が発見されている。
1933年に起きた地震により放棄された。
2017年1月19日には、頻発した地震によって誘発されたとみられる雪崩が、郊外（ファリンドラの町から西南西約3kmのリゴピアノ地区）のリゾートホテル「ホテル・リゴピアノ (Hotel Rigopiano)」を直撃する災害が発生、多数の宿泊客が巻き込まれ、複数の死者が出た (2017 Farindola avalanche) 。

## 行政

### 分離集落
ファリンドラには、以下の分離集落（フラツィオーネ）がある。
- Casebruciate, Centrale, Cupoli, Fiano, Macchie, Pagliaroli, Rigopiano, Ripe, Ronchetti, San Quirico, Santa Maria, Trosciano Inferiore, Trosciano Superiore, Valle d'Angri, Vicenne